# Clorazepat
Clorazepatul (de obicei formulat ca clorazepat dipotasic) este un medicament din clasa 1,4-benzodiazepinelor, fiind utilizat în tratamentul anxietății și al sindromului de abstinență la alcool. Calea de administrare disponibilă este cea orală.
Molecula a fost patentată în 1965 și a fost aprobată pentru uz medical în anul 1967.

## Utilizări medicale
Clorazepatul dipotasic este indicat în tratamentul simptomatic al stărilor de anxietate severe și/sau invalidante. Mai este utilizat în delirium tremens și sindromul de abstinență la alcool etilic.

## Farmacologie
Este un promedicament și se activează la desmetil-diazepam (nordazepam), responsabil de efect. Ca toate benzodiazepinele, metabolitul clorazepatului acționează ca modulator alosteric pozitiv al receptorului de tip A pentru acidul gama-aminobutiric (R GABAA), reducând excitabilitatea neuronilor.